# Montlaur (Alto Garona)
Montlaur (em occitano:  Montlaur) é uma comuna francesa na região administrativa da Occitânia, no departamento do Alto Garona. Estende-se por uma área de 9.61 km², com 1.737 habitantes, segundo o censo de 2018, com uma densidade de 180 hab/km².